# Anders Petersen (riffelskytte)
 For alternative betydninger, se Anders Petersen. (Se også artikler, som begynder med Anders Petersen)
Anders Martinus Petersen (født 13. juli 1876 på Bogø, død 8. december 1968 i Glostrup) var en dansk konkurrenceskytte og OL-medaljetager. 

## Idrætskarriere
Petersen vandt to medaljer ved VM i riffelskydning i 1914: sølv i 300 m militærriffel, stående, og bronze i 300 m fri riffel, tre positioner.
Han deltog i OL 1920 i Antwerpen, hvor han stillede op i militærriffel over 300 m, stående. Individuelt blev han nummer syv med 53 point ud af 60 mulige, mens har som del af det danske hold vandt guld. Her talte de individuelle resultater, og de øvrige danske deltagere var Erik Sætter-Lassen, Lars Møller Madsen, Anders Peter Nielsen og Niels Larsen. Danmark opnåede i alt 266 point, mens USA på andenpladsen fik 255 point og Sverige på tredjepladsen ligeledes 255 point; USA fik sølvet, da den højstscorende amerikaner fik flere point end den tilsvarende svensker.

## OL-medaljer
- 1920 Riffelskydning, Hold, 300 m fri riffel, stående

## Eksterne henvisinger
- Anders Petersens profil hos databaseOlympics.com (arkiveret) (engelsk)
- Anders Petersens profil på Sports-Reference OL-resultater (arkiveret) (engelsk)
- Anders Petersens profil på Olympedia (engelsk)